# ناگائوکا-کیو
ناگائوکا-کیو (به ژاپنی: 長岡京 Nagaoka-kyō)، پایتخت ژاپن از سال ۷۸۴ تا ۷۹۴ میلادی بود. بر اساس گزارش‌ها ناگائوکا-کیو در ناگائوکاکیو، کیوتو در ولایت یاماشیرو واقع شده بود و این منطقه نام خود را نیز از نام پایتخت سابق گرفته‌است. در سال ۷۸۴ امپراتور کانمو پایتخت را از نارا تغییر داد.